# شهرستان تریاونا، استان گابرووو
تریاونا، استان گابرووو (به لاتین: Tryavna Municipality) یک سکونتگاه مسکونی در بلغارستان است که در استان گابرووو واقع شده‌است.

## خصوصیات
تریاونا ۲۵۵ کیلومترمربع مساحت و ۱۲٬۴۶۱ نفر جمعیت دارد.